# Caimanero (Mocorito)
Caimanero es una localidad del municipio de Mocorito, ubicado en la región centro norte del estado mexicano de Sinaloa.

## Geografía
La localidad se ubica a 15.0 kilómetros (en dirección norte) de la localidad de Mocorito, la cabecera del municipio. Se sitúa en las coordenadas geográficas 24°57′19″N 107°44′46″O / 24.955278, -107.746111, a una elevación de 20 metros sobre el nivel del mar.

## Demografía
Según el Conteo de Población y Vivienda 2020, efectuado por el Instituto Nacional de Estadística y Geografía, la localidad tiene 1,881 habitantes, de los cuales 951 son del sexo masculino y 930 del sexo femenino. Su tasa de fecundidad es de 2.72 hijos por mujer y tiene 550 viviendas particulares habitadas.
| Gráfica de evolución demográfica de Caimanero entre 1900 y 2020 |
|                                                                 |
| INEGI.                                                          |